# Stiftung Praemium Erasmianum
Die Stiftung Praemium Erasmianum ist eine niederländische Stiftung, deren Ziel Förderung der Bedeutung der Geistes- und Sozialwissenschaften sowie der Kunst ist. Sie wurde 1958 gegründet und hat ihren Sitz in Amsterdam.

## Geschichte und Zweck
Die Stiftung Praemium Erasmianum hat als Ziel die Förderung der gesellschaftlichen Bedeutung der Geistes- und Sozialwissenschaften sowie der Kunst. Sie wurde 1958 von Prinz Bernhard zur Lippe-Biesterfeld gegründet. Die Stiftung orientiert sich an den Ideen von Erasmus von Rotterdam, von dem sie ihren Namen ableitet, und an der europäischen Kultur. Humanistische Werte wie Toleranz, kultureller Pluralismus und kritisches Denken spiegeln sich sowohl in der Auswahl der Preisträger des Erasmuspreises und in den Veranstaltungen rund um den jährlichen Schwerpunkt des Preises wider.
Der Schirmherrschaft der Stiftung führt König Willem-Alexander der Niederlande. Der leitende Vorstand setzt sich aus Vertretern aus niederländischen Kultur, Wissenschaft und Wirtschaft zusammen. Seit 2017 besteht er aus dem Vorsitzenden Ernst Hirsch Ballin, seinem Stellvertreter Jet de Ranitz und dem Schatzmeister Tom de Swaan. Weitere Vorstandsmitglieder sind Désanne van Brederode, Barnita Bagchi, Naomi Ellemers, Maria Grever, Bregtje van der Haak, Bas ter Haar Romeny, Fouad Laroui, Rick Lawson, Axel Rüger, Henk Scholten, Ed Spanjaard und Frank van Vree. Im Jahr 2015 hat die Organisation drei Mitarbeiter, und die Direktorin ist Shanti van Dam. Die Stiftung wird finanziert aus der niederländischen Lotterie-Stiftung.

## Erasmuspreis
Die Stiftung vergibt den jährlichen im Herbst den mit €150.000 dotierten Erasmuspreis, mit dem Personen oder Institutionen ausgezeichnet werden, die einen herausragenden Beitrag zur Kultur, Gesellschaft oder Sozialwissenschaft in Europa und weltweit geleistet haben. Rund um die Preisverleihung organisiert die Stiftung ein breites Spektrum an akademischen und kulturellen Veranstaltungen und veröffentlicht eine Schrift über den Preisträger und Werk.
Seit 1988 vergibt die Stiftung auch jährliche Forschungspreise. Seit 2015 vergibt sie bis zu fünf Preise in Höhe von je 3000 Euro an Doktoranden, die eine herausragende Dissertation in den Geistes- und Sozialwissenschaften verfasst haben. Diese Auszeichnung findet meist im Mai statt.